# Ostrov (okres Sobrance)
Ostrov (Hongaars: Éles) is een Slowaakse gemeente in de regio Košice, en maakt deel uit van het district Sobrance.
Ostrov telt 269 inwoners.